# Zheng Keshuang
Zheng Keshuang, född 1669, död 1707 var en kinesisk regent av Kungadömet Tungning mellan 1681 och 1683. Han var son till Zheng Jing och efterträdde fadern vid hans död redan vid tolvårs-åldern. Efter slaget vid Pescadorerna 1683 tvingades han kapitulera för Qing varvid hans rike erövrades av Qing.